# Michel Baulier
Michel Baulier, né le 20 juin 1949 à Valdahon, est un footballeur français évoluant au poste de défenseur.

## Biographie
Michel Baulier joue 248 matchs en Division 1 avec le FC Metz, l'Olympique de Marseille et le FC Sochaux.
Il est entraîneur-joueur au Gap FC lors de la saison 1980-1981.